# Morandi híd
A Morandi híd vagy Polcevera viadukt (olaszul: Ponte Morandi vagy Viadotto Polcevera, Ponte delle Condotte) az olaszországi Genovában található ferdekábeles híd. A 2x2 sávos viadukt az A10-es autópálya részét képezi és közelebbről a liguriai nagyváros két kerületét, Corniglianót és Sampierdarenát köti össze, jelentős teherforgalmat is bonyolítva Genova ipari zónája és az ország többi része, valamint nemzetközi személyforgalmat Észak-Olaszország és Dél-Franciaország között. Az 1967-ben megnyitott híd a Polcevera időszakos folyócskát, illetve a Torino-Genova- és a Milánó–Genova-vasútvonalakat íveli át.
2018. augusztus 14-én a híd egy szakasza leszakadt, a balesetben 43-an életüket vesztették.

## Története

### Tervezése
A hidat Riccardo Morandi olasz építész tervezte, miután 1957-ben egy hasonló hídja készült el Venezuelában. A Rafael Urdaneta tábornok híd a Maracaibo-tó fölött húzódik, összekötve Maracaibót az ország többi részével. 1964. április 6-án egy hajó ütközött a híd egyik pillérjének, aminek következtében a híd egy szakasza leomlott, és heten meghaltak a balesetben.

### Építése

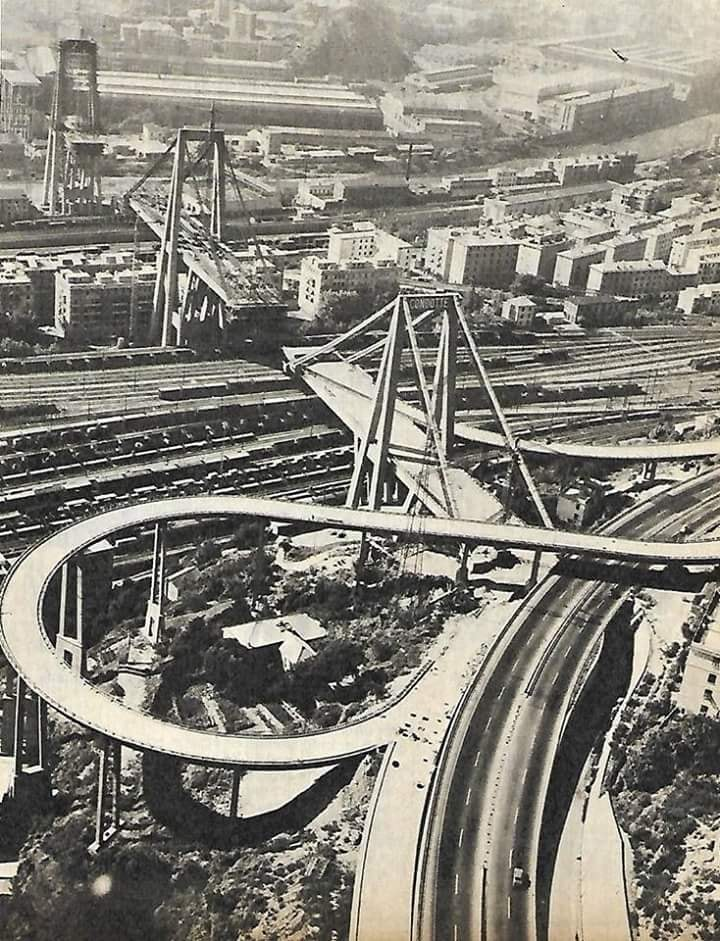
Az épülő híd, 1966-ban

A viaduktot 1963 és 1967 között építette a Società Italiana per Condotte d’Acqua vállalat. Az 1102 m hosszú és az útpálya szintjén 45 m magas hídnak három, vasbetonból készült pilonja volt (egyenként 90 m magasak). A legnagyobb támaszköz 210 m.
Az építményt 1967. szeptember 4-én adták át a forgalomnak. Az avatáson jelen volt Giuseppe Saragat köztársasági elnök is.
A vasbeton-szerkezetek állékonysága akár 80 évre is megfelelő lett volna, ám a közeli tenger sós levegője beindította a fémszerkezet nagyfokú korrózióját. Egy 1979-es jelentés szerint Morandi javasolta, hogy „teljesen távolítsák el a betonacél tartókról az összes rozsdát, töltsék fel az üregüket epoxigyantával, és fedjenek le mindent nagyon nagy vegyi ellenállóságú elasztomerrel”.
1992–1994 között a híd korrodálódott acélelemeit renoválták, illetve a ferdekábeles szerkezetet újabb acélkábelek beépítésével stabilizálták. A továbbra is folyamatos felújítás és ellenőrzés alatt álló híd azonban egyre kevésbé bírta a növekvő igénybevételt: a közelmúltban naponta 25 000 teherautó haladt át a viadukton. Az 1990-es évek végére már olcsóbb lett volna újjáépítése, mint renoválása.
A Genovai Egyetem építőmérnöki karának professzora, Antonio Brencich 2016-ban megállapította, hogy a hídnak alapvető szerkezeti hiányosságai vannak, mert annak idején rosszul becsülték meg a beton deformálódásából adódó mozgásokat. Véleménye szerint egy ilyen hídnak legalább 80 évet kellene kibírnia nagyobb felújítás nélkül, és a Morandi híd életében eljöhet az idő, hogy drágább lesz a folyamatos javítása, mintha új hidat építenének. Ennek ellenére 2018-ban egy 20 millió euró értékű felújítási tendert írtak ki. A versenytárgyalási eljárás a 2018-as balesetig még nem fejeződött be.

## Összeomlás

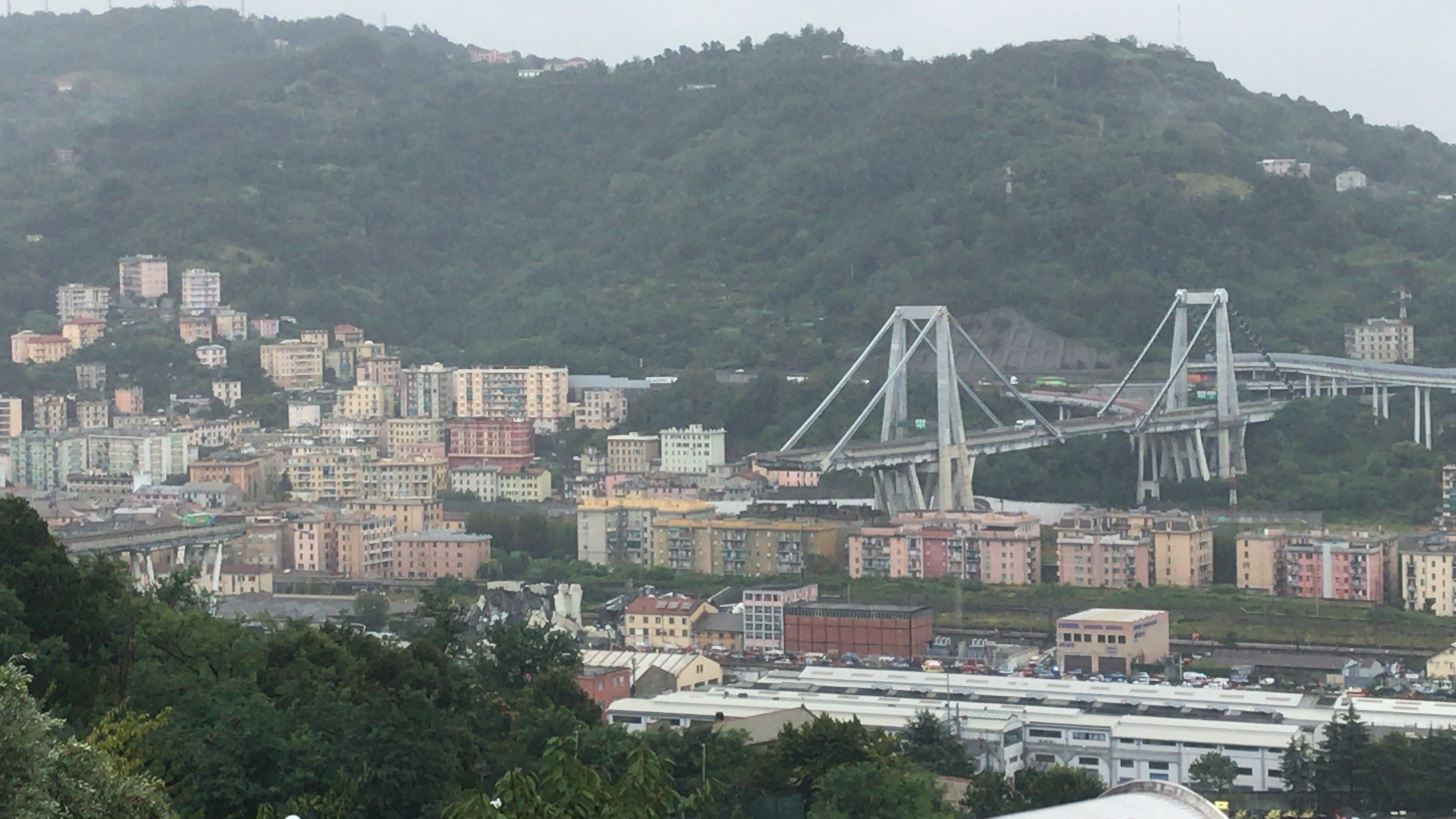
A leszakadt híd

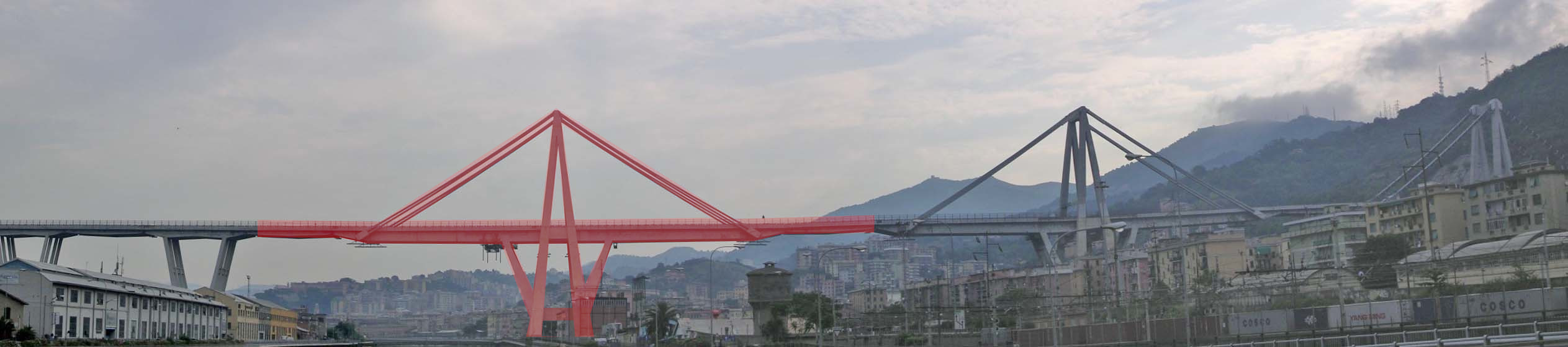
A pirossal jelzett rész omlott össze

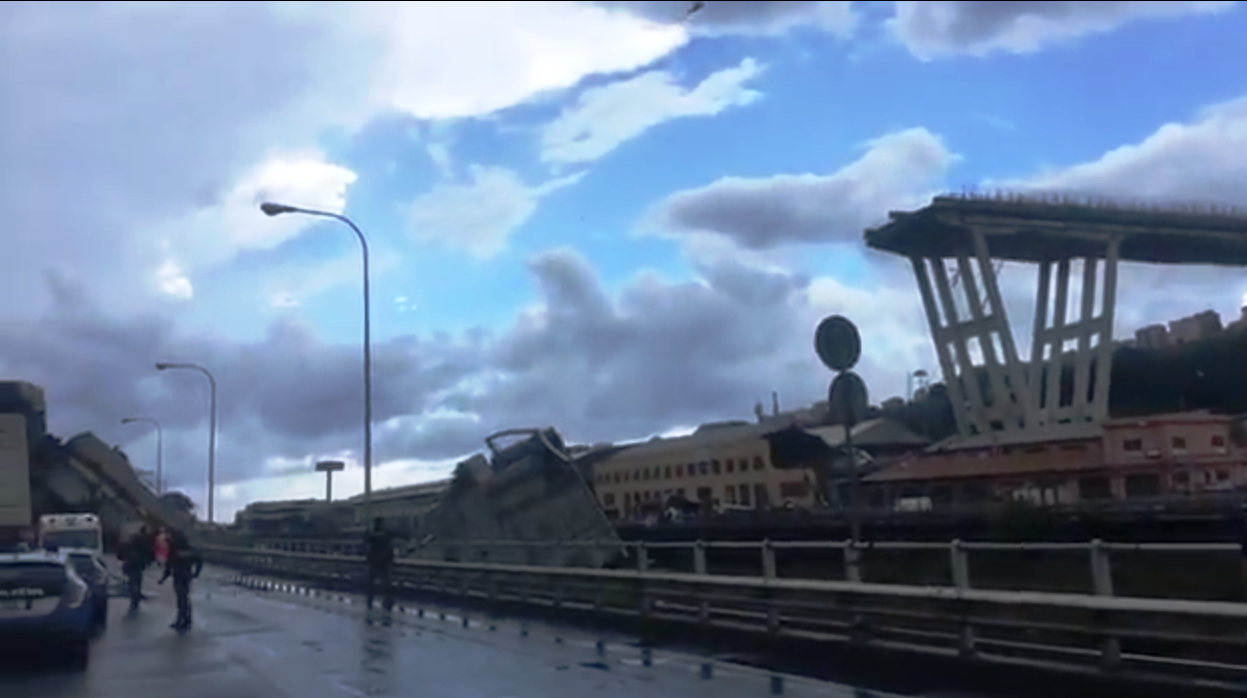
A leszakadt híd

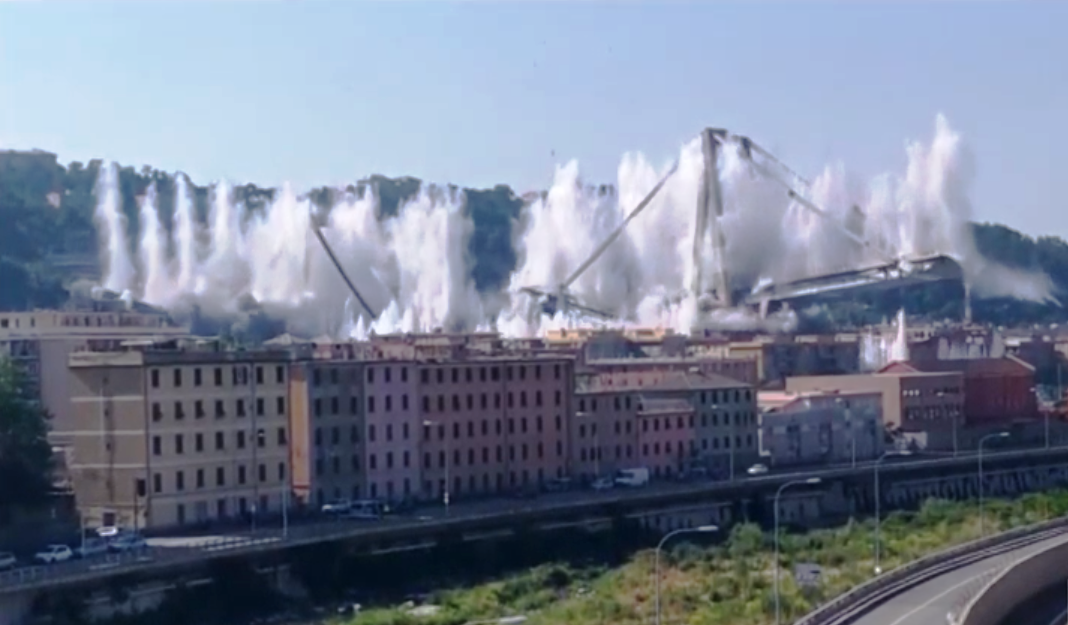
A híd maradványainak felrobbantása, 2019. június 28-án

2018. augusztus 14-én, helyi idő szerint 11:30 körül a viadukt nyugati pilonja és az útpálya 210 méteres szakasza összeomlott. Szemtanúk szerint a heves vihar során a Polcevera folyó és Sampierdarena ipari övezete fölött leszakadt hidat villámcsapás érte a baleset előtt. A viaduktról 30-35 gépkocsi és 3 teherautó zuhant az éppen minimális vízszintű, időszakos folyóba, a Torino–Genova és Milánó–Genova vasúti pályájára, illetve az Ansaldo Energia energetikai vállalat raktárépületeire. Az előzetes feltételezések szerint a híd szerkezetének gyengesége okozta a leszakadást.
A Corriere della Sera napilap szerint ez volt a 11. hídomlás Olaszországban 2013 óta.

### Lebontása
2019. június 4-én megkezdték a pillérek alatti lakóházak lebontását. A lebontásra ítélt első ház a Porri utca 10. szám alatti volt, amelyet markológépekkel szedtek darabokra. A bontás során víz fecskendezésével csökkentették a por mennyiségét.
2019. június 28-án 9 óra 38 perckor a talpon maradt 10. és 11. számú pillérét semmisítették meg, amelyek az egykori függőhíd közepén álltak. A robbantáshoz egy tonna, speciális robbanószert használtak fel, a robbantási műveletet az olasz hadsereg technikusai irányították. A dinamitpróbák ezt megelőzően Camaldoli volt bányájában folytak. A robbanószer a hídcsonk egészét befedte, úgynevezett mikro-adagokban, amelyek narancssárga színű csomagokban sorakoztak a hídmaradvány felületén, a hídtesten éppúgy, mint a talapzati részein. A csomagokban homok is volt a robbanás erejének csökkentésére. Közel 20 ezer köbméter törmelék keletkezett: ezt a híd körül és alatta elhelyezett hálókkal, a híd alatti Polcevera-patak medrében leterített légzsák-szőnyeggel igyekeztek felfogni. A felrobbantott hídcsonkok körüli lakóépületeket folyamatosan vízzel permetezték a törmelék miatt felszálló por csökkentésére. A művelethez 3400 embert evakuáltak, 300 m-es körzetben.

### Áldozatok
A katasztrófában 43-an vesztették életüket, 16-an megsérültek (12-en életveszélyesen). Az áldozatok többsége olasz (27 felnőtt és 4 gyermek), ezen kívül négy francia, három chilei, két albán és egy-egy kolumbiai, perui és román állampolgár van az áldozatok között. A híd közvetlen környezetében álló lakóépületek lakóit kitelepítették, ami kb. 400 embert érintett.

### Reakciók
A híd fenntartója, az Atlantia csoporthoz tartozó Autostrade (ASPI) vállalat szerint a katasztrófa nem volt előre látható, váratlanul következett be, és a hidat a törvényi előírásoknak megfelelően folyamatosan ellenőrizték. Az üzemeltető Atlantia társaság részvényei a katasztrófa napján 5%-ot, két nappal később 25%-ot estek.
Az olasz kormány elrendelte a közúti infrastruktúra rendkívüli ellenőrzését, szigorúbb vizsgálatokkal. Giuseppe Conte olasz miniszterelnök 12 hónapos szükségállapotot rendelt el Liguria régióra, illetve 5 millió eurós gyorssegélyt kapott a környék. Eduardo Rixi infrastruktúráért felelős miniszterhelyettes szerint az egész hidat el kell bontani.
A katasztrófa miatt a Stazione di Genova Piazza Principe és Stazione di Genova Borzoli állomások között a vasúti közlekedést leállították.
Az esemény felhívta a figyelmet az európai infrastruktúra általános állapotával kapcsolatos aggodalmakra, valamint arra, hogy Olaszországban, Franciaországban és Németországban végzett tanulmányok szerint számos híd felújításra vagy cserére szorulhat a korrózió, illetve szerkezeti károsodások miatt.
Az olasz köztársasági elnök augusztus 18-án a (11.30 órakor, a katasztrófa időpontjában kezdődő) nemzeti temetés napjára országos gyásznapot hirdetett meg. Négy campaniai fiatal áldozatot Nápoly környékén már 17-én eltemettek, tiltakozásul a vétkesnek tartott állami tisztviselők által rendezett dísztemetés ellen. Az ünnepélyes gyászmisét a genovai vásár nagypavilonjában a genovai bíboros érsek celebrálta, majd a helyi muszlim imám búcsúztatta az elhunytakat, tekintettel két szintén meghalt (albán) hívére. A kardinális minden gyászoló családhoz odament, és bátorító szavakkal, gesztusokkal vigasztalta őket. A szertartás az állami, önkormányzati és a mentésben részt vevő testületek vezetőinek jelenlétében, fehér virágözönben, nagy részvét mellett folyt le.

## Újjáépítése
2019. június 28-án a korábbi Morandi híd utolsó pilonja is felrobbantásra került, ezt követően kezdődött meg az új autópályahíd építése. Három terv közül – kábelhíd, ívhíd és gerendahíd – választották ki a megvalósuló egyszerű formát. Az új hidat a tervek szerint 2020 első felében adják át. A húsznyílású, párhuzamos övű, minimalista, tartókábel nélküli acélhidat Renzo Piano helyi építész tervezte. A folytatólagos többtámaszú főtartót, melynek Polcevera folyó fölötti egyenes szakasza 100 méter hosszú, a többi, részben íves szakaszon lévő támaszköze pedig 50 méter, 19 ellipszis keresztmetszetű vasbeton pillér támasztja alá. A hídra tervezett 43 darabos lámpasor a 43 áldozat előtt tiszteleg. Az átjáró 1067 méter hosszú és 45 méter magas. Az építkezés 202 millió euróba kerül, a teljes beruházás (a bontással együtt) 430 millió euróba, ami teljes egészében az Autostrade per l’Italiát terheli, de a cég a kivitelezésben nem vehet részt, mivel 20 alkalmazottjával szemben bírósági eljárás van folyamatban a korábbi híd összeomlásában játszott esetleges szerepük miatt. Az új híd építése mellett meg kell oldani 255 család lakhatását is. Az új híd avatása várhatóan 2020. augusztus 3-án lesz.